# Velocisaurus
Velocisaurus ist eine Gattung theropoder Dinosaurier, die der Noasauridae zugerechnet wird, einer Gruppe der Ceratosauria. Bisher ist lediglich ein unvollständiges Hinterbein bekannt, das aus der Oberkreide (Coniacium) Argentiniens stammt. Einzige Art ist Velocisaurus unicus.

## Beschreibung
Der einzige Fund ist schlecht erhalten und besteht aus dem unteren Teil des rechten Hinterbeins. Wie bei anderen Ceratosauria zeigen die Mittelfußknochen eine „antarctometatarsale“ Anordnung: der dritte (d. h. mittlere der drei großen) Mittelfußknochen nimmt im oberen Teil des Mittelfußes mehr Raum ein als der zweite und vierte Mittelfußknochen. Der zweite Mittelfußknochen ist in seiner Größe deutlich reduziert – ein Merkmal, das sich auch bei den verwandten Gattungen Noasaurus und Masiakasaurus findet. Zwar sind keine Autapomorphien bekannt – einzigartige Merkmale, anhand derer sich die Gattung von allen verwandten Gattungen abgrenzen lässt. Dennoch handelt es sich wegen des isolierten Vorkommens wahrscheinlich um eine eigenständige Gattung.

## Entdeckungsgeschichte und Namensgebung
Das unvollständige Hinterbein wurde 1985 von Oscar de Ferrariis und Zulma Gasparini in den Schichten der Bajo-de-la-Carpa-Formation in der argentinischen Provinz Neuquén entdeckt. Im Jahr 1991 beschrieb José Fernando Bonaparte die Fossilien als Velocisaurus unicus. Der Gattungsname leitet sich von velox („schnell“), als Hinweis auf den leichten Körperbau des Tieres, und sauros („Echse“) ab. Der Artname unicus bedeutet „einzigartig“, was auf die einzigartige Bauweise des Fußes hindeuten soll.
Der einzige Fund und Holotyp wird unter der Exemplarnummer MUCPv-41 in der Sammlung der Museo de la Universidad Nacional del Comahue aufbewahrt.

## Systematik
Ursprünglich stellte Bonaparte Velocisaurus zu einer neuen Familie, der Velocisauridae. Eine Studie von Fernando Novas und Sebastian Apesteguia aus dem Jahr 2003 zeigte, dass Velocisaurus ein naher Verwandter von Masiakasaurus war. Beiden Gattungen wurden auch als Velocisaurinae zusammengefasst. Im Jahr 2004 wurden Velocisaurus und Masiakasaurus der Gruppe Noasauridae zugeordnet.